# Viola sieheana
Viola sieheana är en violväxtart som beskrevs av Wilhelm Becker. Viola sieheana ingår i släktet violer, och familjen violväxter. Inga underarter finns listade i Catalogue of Life.

## Bildgalleri

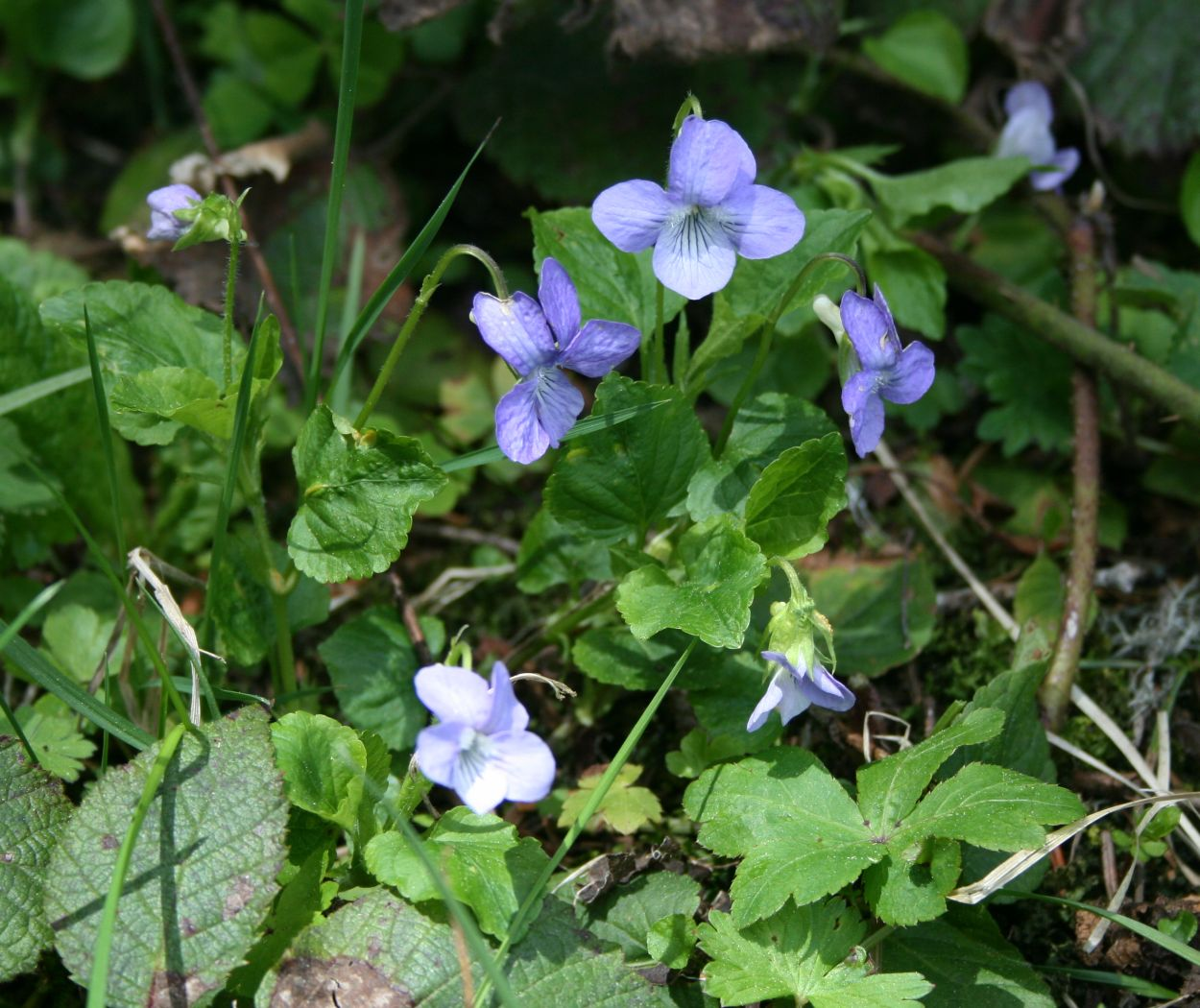